# Abramov
Abramov ali Abramova [abrámov/abrámova] je priimek več osebnosti (rusko Абра́мов/Абра́мова):
- Aleksander Ivanovič Abramov (1900—1985), ruski pisatelj.
- Aleksander Konstantinovič Abramov (1836—1886), ruski general
- Fjodor Aleksandrovič Abramov (1920—1983), ruski pripovednik in literarni zgodovinar.
- Fjodor Fjodorovič Abramov (1871—1963), ruski general
- Ivan Pantelejmonovič Abramov (?—1942), sovjetski general.
- Konstantin Kirikovič Abramov (1906—1952), sovjetski general.
- Konstantin Nikolajevič Abramov (1912—1998), sovjetski general, heroj Sovjetske zveze.
- Sergej Abramov (rojen 1972), čečenski politik.
- Tihon Porfirjevič Abramov (1901—1991), sovjetski general.
- Vladimir Fjodorovič Abramov (1921—1985), sovjetski vojaški pilot in letalski as.